# Ă
Ă (minúscula: ă) é uma letra existente na Língua romena, que significa que este "a" é átono. Esta letra consiste do "a" latino, adicionado de uma bráquia (também chamada de breve), que encurta as vogais.